# Broiler

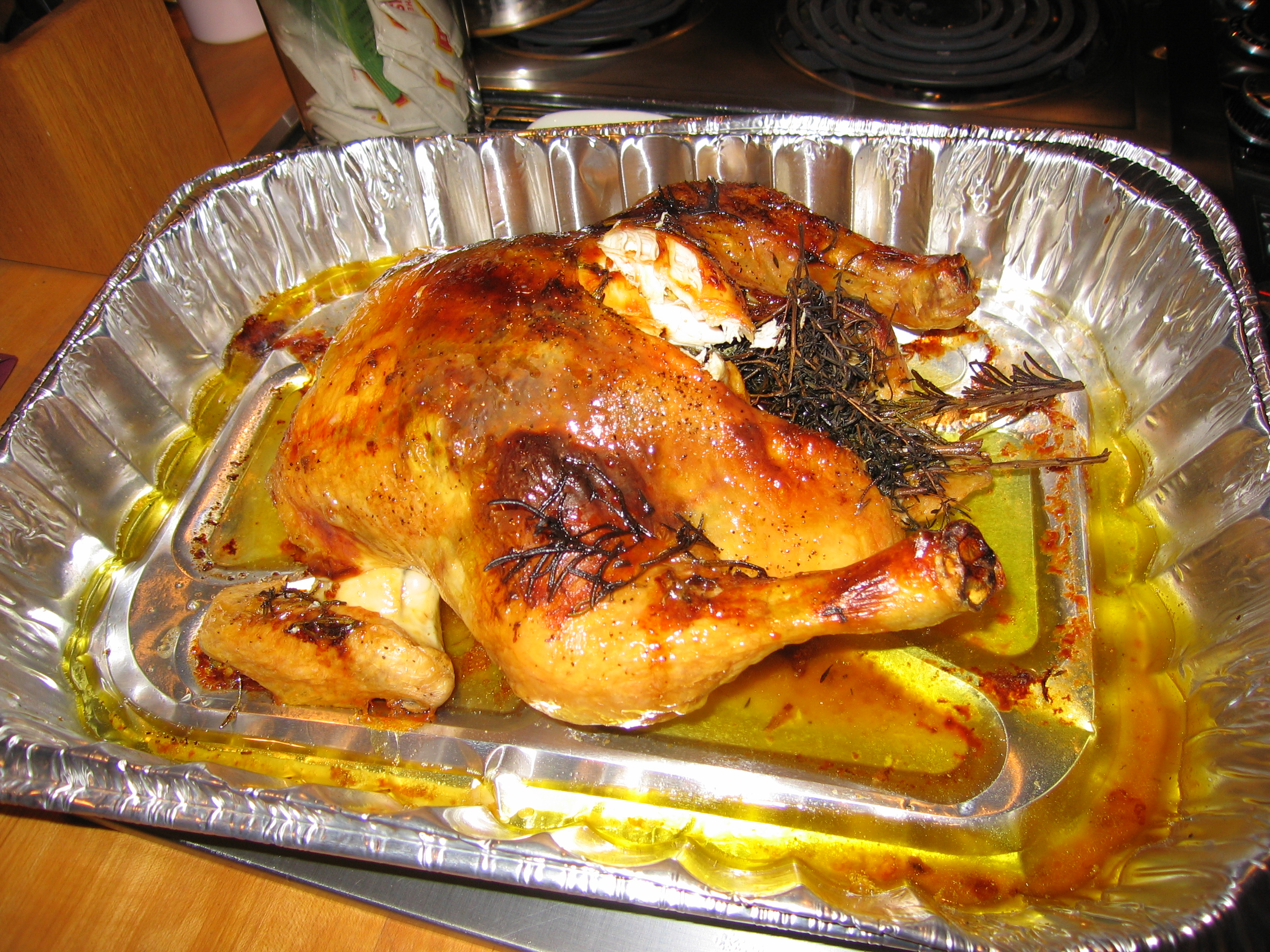
En grillad broiler.

En broiler (gödkyckling) är en tamhöna uppfödd industriellt för köttets skull, lämpligt att grilla. Benämningen kommer från broil på amerikansk engelska som betyder grilla. 
Bildligt används broiler om en person inom yrkeslivet, påläggskalv, som tränas för sin speciella uppgift.